# 남위 4도
남위 4도는 적도에서 남쪽으로 5도 떨어진 위선이다. 남태평양, 남아메리카, 대서양, 아프리카, 인도양, 오스트랄라시아를 통과한다.

## 지나가는 지역
남위 4도는 본초 자오선으로부터 동쪽으로 다음과 같은 지역을 통과한다.
| 좌표                                                  | 국가, 지역, 해역 | 비고 |
| ----------------------------------------------------- | ---------------- | --- |
| 남위 4° 0′ 동경 0° 0′  / 남위 4.000° 동경 0.000°      | 대서양           | |
| 남위 4° 0′ 동경 11° 13′  / 남위 4.000° 동경 11.217°   | 콩고 공화국      | |
| 남위 4° 0′ 동경 15° 42′  / 남위 4.000° 동경 15.700°   | 콩고 민주 공화국 | |
| 남위 4° 0′ 동경 29° 6′  / 남위 4.000° 동경 29.100°    | 탕가니카호       | |
| 남위 4° 0′ 동경 29° 26′  / 남위 4.000° 동경 29.433°   | 부룬디           | |
| 남위 4° 0′ 동경 30° 13′  / 남위 4.000° 동경 30.217°   | 탄자니아         | |
| 남위 4° 0′ 동경 38° 15′  / 남위 4.000° 동경 38.250°   | 케냐             | 몸바사 통과 |
| 남위 4° 0′ 동경 39° 44′  / 남위 4.000° 동경 39.733°   | 인도양           | 세이셸의 데니스섬과 어라이드섬 사이를 통과                                                                                    |
| 남위 4° 0′ 동경 102° 19′  / 남위 4.000° 동경 102.317° | 인도네시아       | 수마트라섬 |
| 남위 4° 0′ 동경 105° 52′  / 남위 4.000° 동경 105.867° | 자바해           | |
| 남위 4° 0′ 동경 114° 37′  / 남위 4.000° 동경 114.617° | 인도네시아       | 보르네오섬 남칼리만탄주 |
| 남위 4° 0′ 동경 115° 2′  / 남위 4.000° 동경 115.033°  | 자바해           | |
| 남위 4° 0′ 동경 116° 2′  / 남위 4.000° 동경 116.033°  | 인도네시아       | 라우트섬 남칼리만탄주 |
| 남위 4° 0′ 동경 116° 10′  / 남위 4.000° 동경 116.167° | 마카사르해협     | |
| 남위 4° 0′ 동경 119° 34′  / 남위 4.000° 동경 119.567° | 인도네시아       | 술라웨시섬 남반도 |
| 남위 4° 0′ 동경 120° 20′  / 남위 4.000° 동경 120.333° | 보니만           | |
| 남위 4° 0′ 동경 121° 25′  / 남위 4.000° 동경 121.417° | 인도네시아       | 술라웨시섬 동남반도 |
| 남위 4° 0′ 동경 122° 38′  / 남위 4.000° 동경 122.633° | 반다해           | |
| 남위 4° 0′ 동경 123° 0′  / 남위 4.000° 동경 123.000°  | 인도네시아       | 워워니섬 |
| 남위 4° 0′ 동경 123° 3′  / 남위 4.000° 동경 123.050°  | 반다해           | 인도네시아 부루섬 바로 남쪽 통과 인도네시아 암본섬 바로 남쪽 통과 인도네시아 스람섬 바로 남쪽 통과                            |
| 남위 4° 0′ 동경 131° 12′  / 남위 4.000° 동경 131.200° | 인도네시아       | 스람라우트제도 |
| 남위 4° 0′ 동경 131° 26′  / 남위 4.000° 동경 131.433° | 스람해           | |
| 남위 4° 0′ 동경 132° 51′  / 남위 4.000° 동경 132.850° | 인도네시아       | 뉴기니섬 |
| 남위 4° 0′ 동경 133° 19′  / 남위 4.000° 동경 133.317° | 아라푸라해       | |
| 남위 4° 0′ 동경 134° 11′  / 남위 4.000° 동경 134.183° | 인도네시아       | 아이두마섬, 뉴기니섬 |
| 남위 4° 0′ 동경 141° 0′  / 남위 4.000° 동경 141.000°  | 파푸아뉴기니     | 뉴기니섬 |
| 남위 4° 0′ 동경 144° 34′  / 남위 4.000° 동경 144.567° | 태평양           | 비스마르크해, 파푸아뉴기니 마남섬 바로 북쪽 통과                                                                              |
| 남위 4° 0′ 동경 152° 35′  / 남위 4.000° 동경 152.583° | 파푸아뉴기니     | 뉴아일랜드섬 |
| 남위 4° 0′ 동경 152° 56′  / 남위 4.000° 동경 152.933° | 태평양           | |
| 남위 4° 0′ 동경 153° 42′  / 남위 4.000° 동경 153.700° | 파푸아뉴기니     | 바바세섬 |
| 남위 4° 0′ 동경 153° 43′  / 남위 4.000° 동경 153.717° | 태평양           | 키리바시 매킨섬 바로 남쪽 통과 키리바시 버니섬 바로 남쪽 통과 키리바시 맨라섬 바로 북쪽 통과 키리바시 라와키섬 바로 남쪽 통과 |
| 남위 4° 0′ 서경 154° 58′  / 남위 4.000° 서경 154.967° | 키리바시         | 몰덴섬섬 |
| 남위 4° 0′ 서경 154° 54′  / 남위 4.000° 서경 154.900° | 태평양           | |
| 남위 4° 0′ 서경 80° 59′  / 남위 4.000° 서경 80.983°   | 페루             | |
| 남위 4° 0′ 서경 80° 26′  / 남위 4.000° 서경 80.433°   | 에콰도르         | 약 13km |
| 남위 4° 0′ 서경 80° 19′  / 남위 4.000° 서경 80.317°   | 페루             | 약 7km |
| 남위 4° 0′ 서경 80° 15′  / 남위 4.000° 서경 80.250°   | 에콰도르         | |
| 남위 4° 0′ 서경 78° 31′  / 남위 4.000° 서경 78.517°   | 페루             | |
| 남위 4° 0′ 서경 70° 10′  / 남위 4.000° 서경 70.167°   | 콜롬비아         | |
| 남위 4° 0′ 서경 69° 53′  / 남위 4.000° 서경 69.883°   | 브라질           | 아마조나스주 파라주 마라냥주 피아우이주 세아라주 - 포르탈레자 바로 남쪽 통과                                                  |
| 남위 4° 0′ 서경 38° 14′  / 남위 4.000° 서경 38.233°   | 대서양           | 브라질 로카스환초 바로 남쪽 통과 브라질 페르난두 지 노로냐 바로 남쪽 통과                                                     |

## 같이 보기
- 남위 3도
- 남위 5도